# Kościół św. Jakuba Apostoła w Przesmykach
Kościół świętego Jakuba Apostoła – rzymskokatolicki kościół parafialny należący do dekanatu Łosice diecezji siedleckiej.
Jest to świątynia wzniesiona w 1776 roku dzięki staraniom proboszcza Ludwika Lessla. Konsekrowana została w 1783 roku. Restaurowana była w końcu XIX wieku. W 1930 i 1990 roku został przeprowadzony remont kościoła.

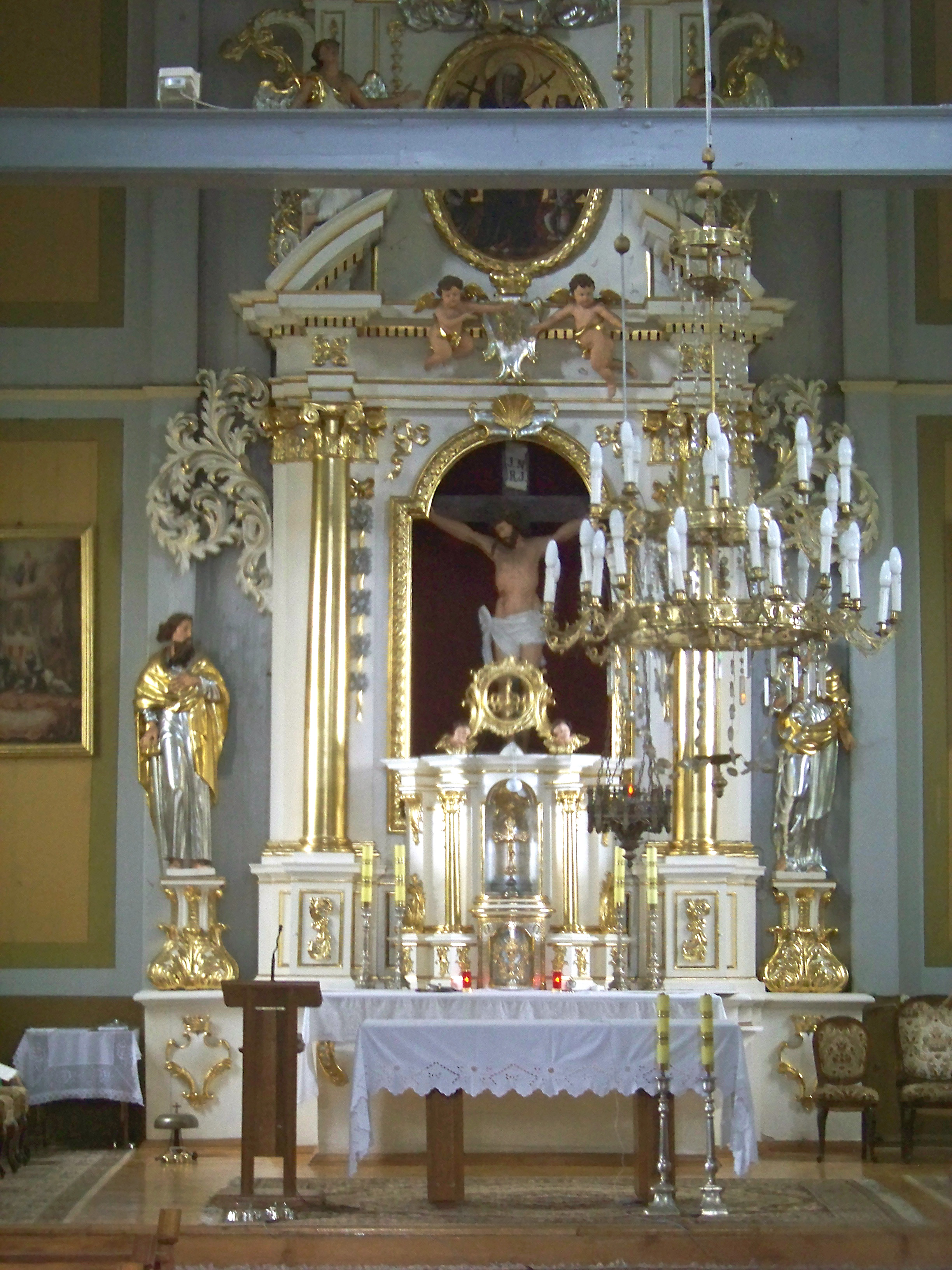
Wnętrze świątyni

Budowla jest drewniana, posiada konstrukcję zrębową. Świątynia jest oszalowana i wzmocniona lisicami. Nie jest orientowana (prezbiterium skierowane jest w stronę północną). Trzynawowa, wybudowana została na planie prostokąta, posiada prezbiterium niewyodrębnione zewnętrznie z nawy i zamknięte prostokątnie. Nawa główna została wzniesiona na planie kwadratu. Przy ścianach prezbiterium znajdują się dwie zakrystie odpowiadające szerokością nawom bocznym. Na ich górnych kondygnacjach są umieszczone loże kolatorskie otwierające się na prezbiterium za pomocą podwójnych okien. Blaszany dach jest trójspadowy, obejmuje nawę główną i prezbiterium, od frontu znajduje się trójkątny szczyt. Nawy boczne i zakrystie nakrywają dachy pulpitowe. Na kalenicy jest umieszczona ośmiokątna wieżyczka na sygnaturkę zwieńczona baniastym dachem hełmowym. Dekoracja elewacji zewnętrznej w formie pilastrów. Lisice są zakryte przez pilastry. Całą świątynię obiega gzyms główny. Także ściany naw bocznych są zwieńczone gzymsem.
Wnętrze nakrywa płaski strop. Nawę główną od naw bocznych oddziela sześć słupów arkadowych ustawionych po trzy w rzędzie, połączonych łukiem odcinkowym. Od strony południowej znajduje się chór muzyczny, nadwieszony i podparty dwoma słupami, ozdobiony trałkową balustradą (czyli pionowym, ozdobnym elementem podpierającym balustradę). Wewnątrz jest umieszczony klasycystyczny prospekt organowy powstały w I połowie XIX wieku z organami wykonanymi w 1887 roku. Wewnątrz górne partie ścian nawy głównej (powyżej naw bocznych) oraz ściany prezbiterium rozczłonkowane są pilastrami (płaskimi filarami, mającymi głowicę i bazę, podobnie jak kolumny). Dekoracją wnętrza jest także ozdobny gzyms. Ściany i strop świątyni są pokryte polichromią geometryczną z motywami roślinnymi. Pośrodku stropu nawy głównej jest umieszczony plafon z wizerunkiem Matki Bożej. W centralnej części stropu nad prezbiterium znajduje się przedstawienie Ducha Świętego pod postacią gołębicy. Nawa główna i prezbiterium oddzielają od siebie belki łuku tęczowego z późnogotyckim krucyfiksem z XVI wieku. Ołtarz główny reprezentuje styl barokowy i pochodzi z I połowy XVIII wieku, posiada dwie kondygnacje. W polu głównym znajduje się obraz „Ukrzyżowanie”, natomiast z lewej i prawej strony figury św. Barbary i św. Pawła. Druga kondygnacja mieści owalny obraz „Matka Boża Bolesna”. Po obu jego stronach są umieszczone figury aniołów, natomiast w zwieńczeniu znajduje się figura Michała Archanioła. Pięć ołtarzy bocznych reprezentuje styl późnego baroku i ozdabiają je rzeźby aniołków w stylu ludowym. Ambona i chrzcielnica pochodzą z XVIII wieku. W prezbiterium są umieszczone stalle wykonane w XVIII wieku. Dwa konfesjonały w stylu rokokowym powstały w II połowie XVIII wieku.